# Ochrocesis evanida
Ochrocesis evanida är en skalbaggsart som beskrevs av Francis Polkinghorne Pascoe 1867. Ochrocesis evanida ingår i släktet Ochrocesis och familjen långhorningar. Inga underarter finns listade i Catalogue of Life.